# Sergej Boeligin
Sergej Ivanovitsj Boeligin (Russisch: Сергей Иванович Булыгин) (Solovjovka, (Oblast Novosibirsk), 10 juli 1963) is een Russische voormalig biatleet. 

## Carrière
Boeligin haalde zijn grootste successen in de estafette in dit onderdeel werd hij in 1983, 1985 en 1986 wereldkampioen en in 1984 in het Joegoslavische Sarajevo olympisch kampioen. Zijn beste prestatie individueel was de zesde plaats op de 20 kilometer tijdens de wereldkampioenschappen van 1983. In 1989 werd Boeligin wereldkampioen op het teamonderdeel en won de zilveren medaille op de estafette.

## Belangrijkste resultaten

### Wereldkampioenschappen
| Jaar | Plaats                | Onderdeel   | Onderdeel | Onderdeel | Onderdeel |
| Jaar | Plaats                | Individueel | Sprint    | Team      | Estafette |
| ---- | --------------------- | ----------- | --------- | --------- | --------- |
| 1983 | Rasen-Antholz         | 6e          | 9e        |           | Goud      |
| 1985 | Ruhpolding            | 12e         | 16e       | Goud      |           |
| 1986 | Oslo                  | —           | 54e       | Goud      |           |
| 1987 | Lake Placid           | —           | —         | —         |           |
| 1989 | Feistritz an der Drau | 24e         | —         | Goud      | Zilver    |

### Olympische Winterspelen
| Jaar | Plaats   | Onderdeel   | Onderdeel | Onderdeel |
| Jaar | Plaats   | Individueel | Sprint    | Estafette |
| ---- | -------- | ----------- | --------- | --------- |
| 1984 | Sarajevo | 17e         | 11e       | Goud      |